# Чоканешти (Долж)
Чоканешти (рум. Ciocănești) насеље је у Румунији у округу Долж у општини Диошти. Oпштина се налази на надморској висини од 142 m.

## Становништво
Према подацима из 2002. године у насељу је живело 895 становника, од којих су сви румунске националности.